# Hopea

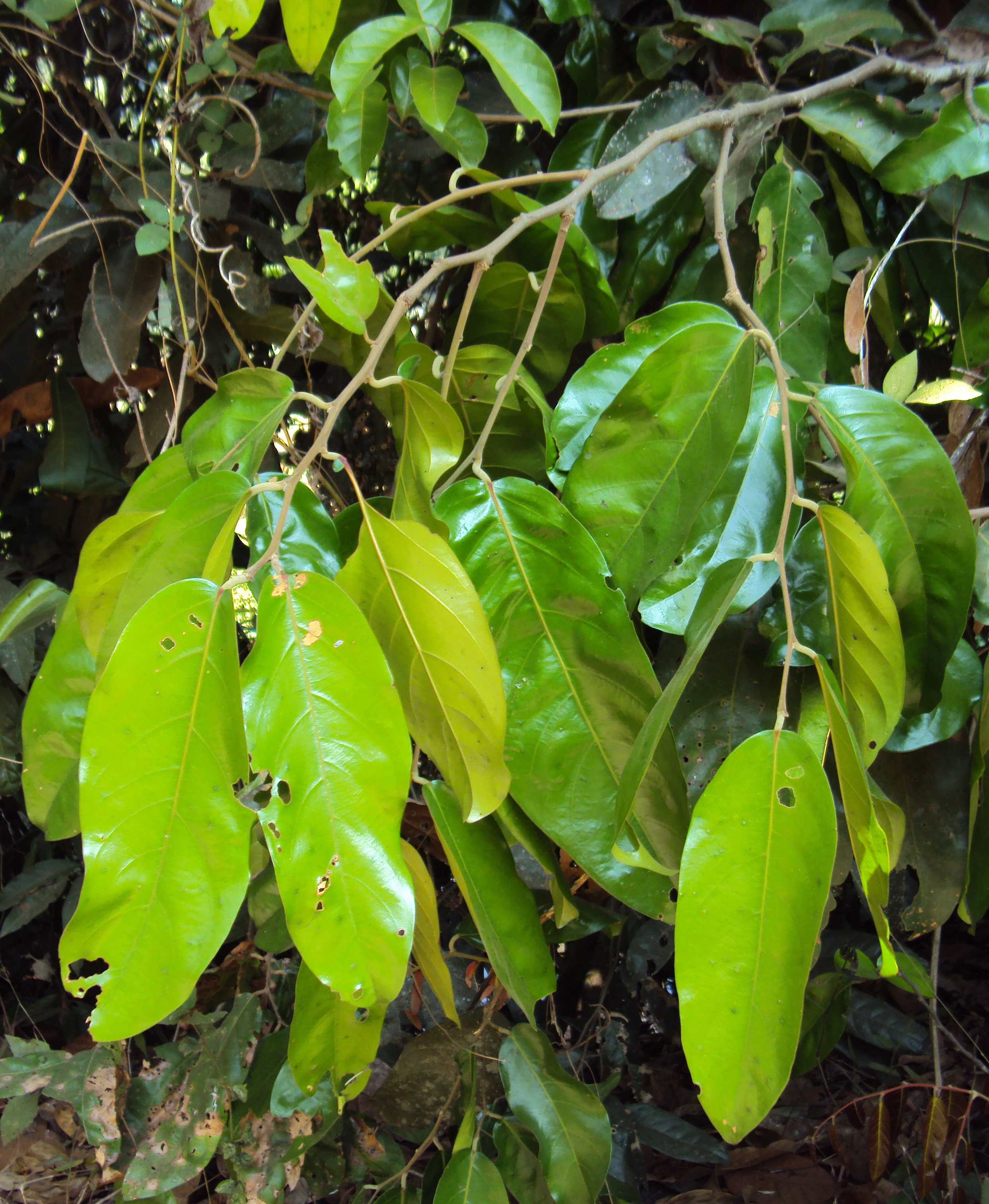
Větve Hopea ponga

Hopea (Hopea) je rod rostlin z čeledi dvojkřídláčovité. Jsou to stálezelené stromy s jednoduchými střídavými listy a pětičetnými pravidelnými květy s větším množstvím tyčinek. Plodem je oříšek s vytrvalým kalichem, který je u části druhů prodloužený ve 2 křídla, umožňující šíření plodů větrem. Rod zahrnuje asi 113 druhů a je rozšířen výhradně v Asii od Indie po Novou Guineu.
Hopey jsou vyhledávány a těženy pro kvalitní a trvanlivé dřevo, které má ale (s výjimkou Nové Guineje) spíše lokální význam. Některé druhy poskytují pryskyřici, která byla v minulosti používána k výrobě laků.

## Popis
Hopey jsou stálezelené, menší až rozměrné stromy, dorůstající výšky až 48 metrů. Při poranění roní bílou, pryskyřičnatou šťávu. Některé druhy tvoří součást korunního patra lesních porostů, jiné rostou v podrostu. Často mají při bázi kmene opěrné pilíře nebo chůdovité kořeny. Větévky jsou tenké. Listy jsou malé až rozměrné, střídavé, jednoduché, tence kožovité, celokrajné, s drobnými, opadavými palisty. Žilnatina je zpeřená, buď skalariformní (s postranními žilkami pospojovanými paralelními žilkami třetího řádu), nebo dryobalanoidní (s hustými, paralelními, nestejně dlouhými postranními žilkami).
Květy jsou přisedlé nebo krátce stopkaté, uspořádané v řídkých latovitých květenstvích. Kališní lístky se střechovitě překrývají. Vnější povrch korunních lístků bývá v poupěti pýřitý. Tyčinek je 15, 10 nebo až 38, nitky jsou na bázi krátce srostlé a přirostlé ke koruně. Semeník je vejcovitý, hruškovitý, válcovitý nebo tvaru přesýpacích hodin, s dlouhou anebo krátkou sbíhavou čnělkou.
Plody jsou drobné, vejcovité nebo kulovité, jednosemenné, obvykle s tenkým, voskovitým oplodím (perikarpem). Jsou podepřené těsně přilehlými vytrvalými kališními lístky, které jsou buď všechny okrouhlé až vejčité, navzájem podobné, nebo dva z nich vybíhají v dlouhá křídla.

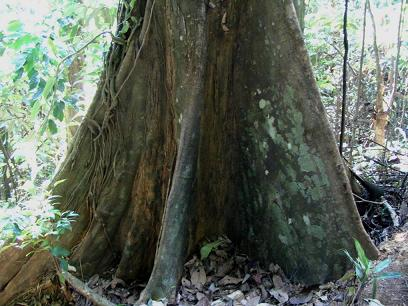
Báze kmene Hopea beccariana
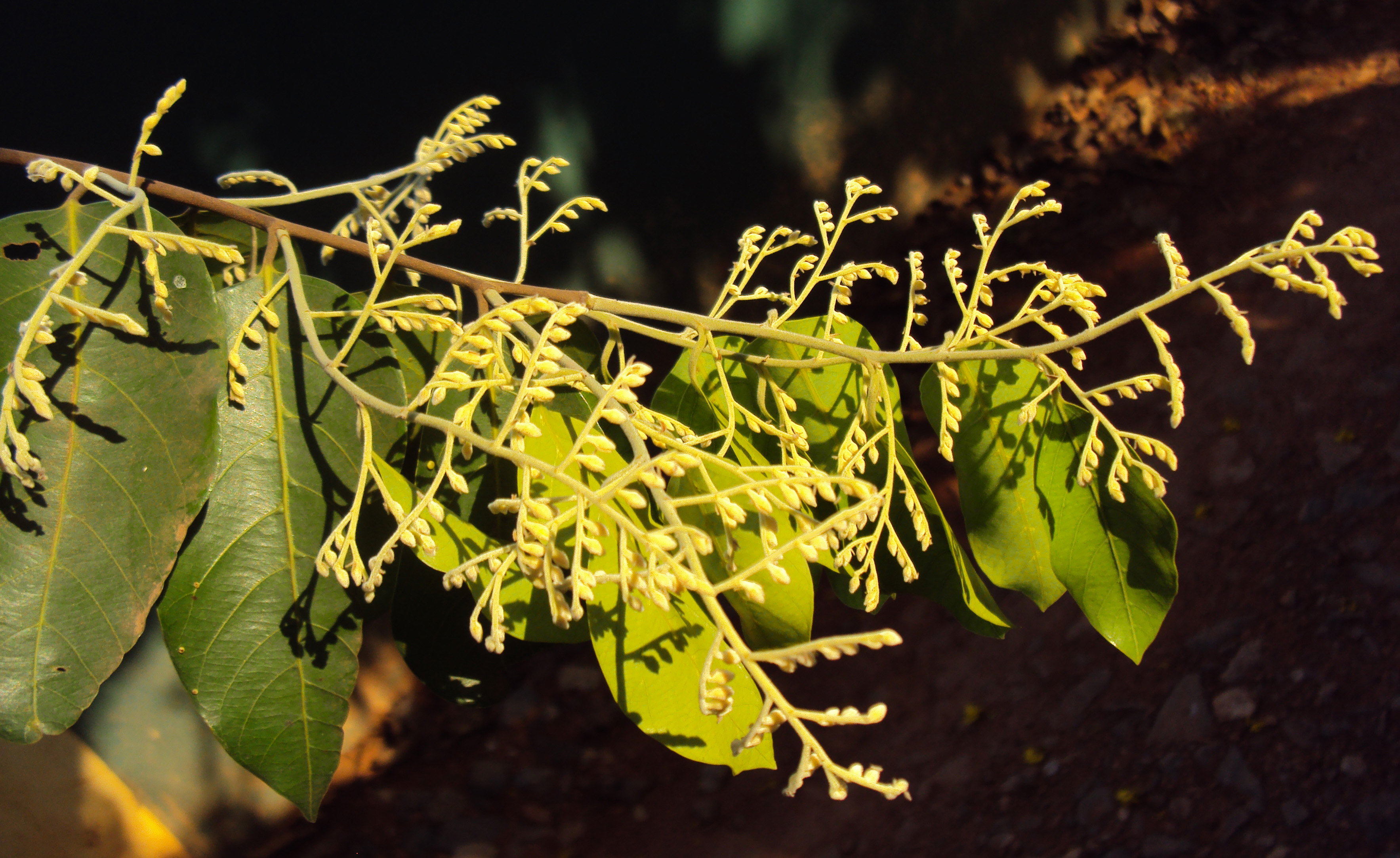
Květenství Hopea parviflora
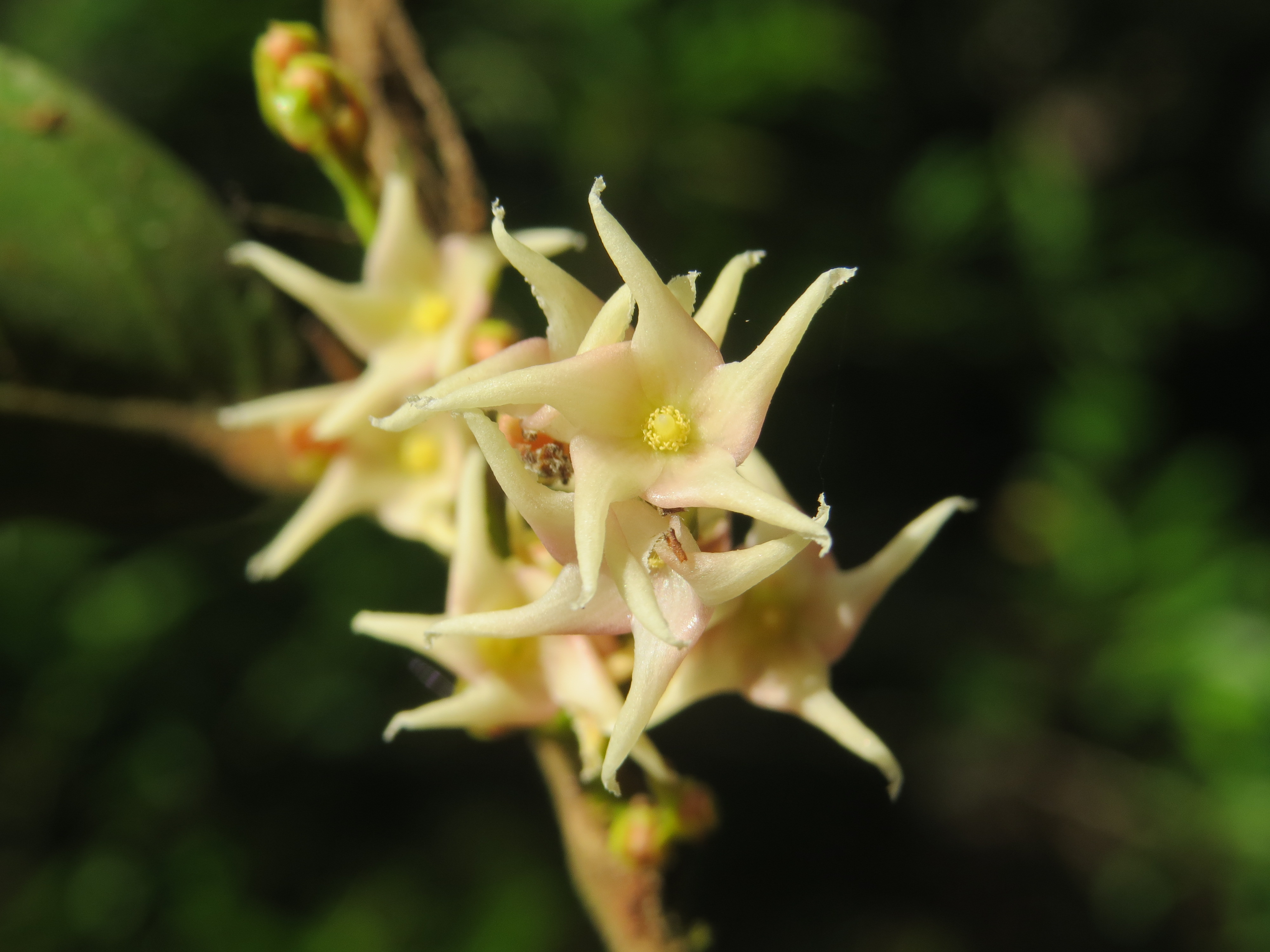
Detail květů Hopea ponga
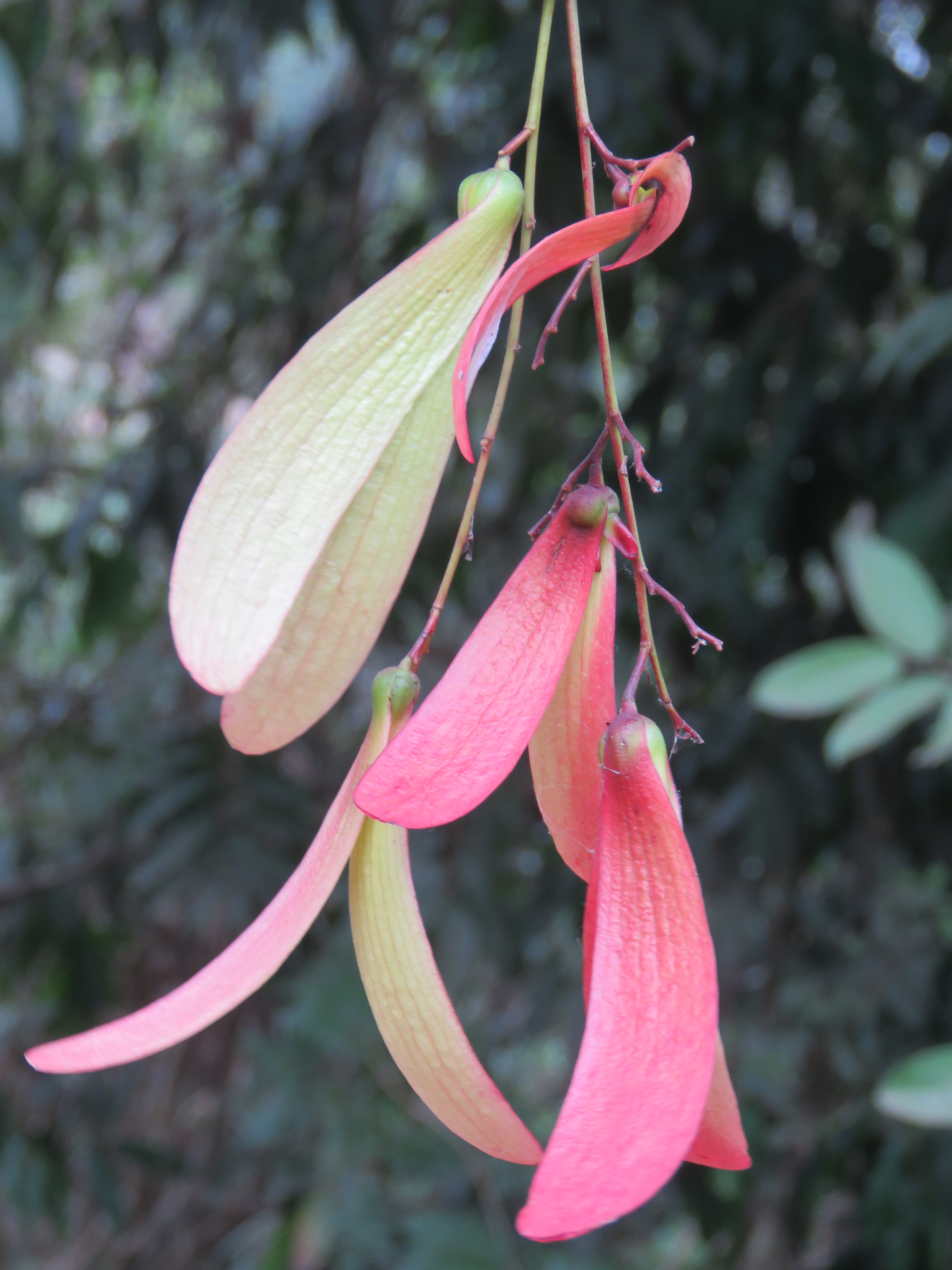
Plody Hopea ponga

## Rozlišovací znaky
Rod hopea je definován zejména znaky na vytrvalém kalichu a na tyčinkách.
Od většiny ostatních asijských dvojkřídláčovitých jej lze odlišit i na základě vegetativních znaků na listech, větévkách a borce.
Oproti rodům Anisoptera a Cotylelobium se sekundární žilky nesbíhají na okraji listu ve sběrnou žilku jdoucí podél okraje čepele. Rody Dipterocarpus a Parashorea se odlišují velkými, bradavčitými lenticelami na větévkách. Monotypický bornejský rod Upuna má listy na bázi srdčité a zároveň na rubu běloplstnaté.
Rod Dryobalanus má sekundární žilky velmi husté, rovné, paralelní a stejné délky, a listy jsou při rozemnutí aromatické. Podobnou žilnatinu mají i druhy hopeí ze sekce Dryobalanoides, žilky jsou však nestejně dlouhé a vůně listů při rozemnutí je spíše pryskyřičná. Podobnou žilnatinu mají i četní zástupci čeledi klusiovité (Clusiaceae).
U rodu Vatica převažuje retikulátní (síťnatá) terciární žilnatina, podobně jako u sekce Richetioides rodu Shorea. Většina damarovníků má skalariformní žilnatinu (s terciárními žilkami paralelními a kolmými na sekundární žilky, které spojují) a nejsou na základě vegetativních znaků odlišitelné od hopeí sekce Hopea. Druhy s křídlatými plody je možno snadno odlišit podle počtu křídel (dvě u hopeí, tři u damarovníků). U řady zástupců obou rodů však došlo k druhotné redukci křídel a v takovém případě je možno oba rody rozlišit jen na úrovni jednotlivých sekcí, a to zejména podle znaků na květních orgánech. Oba rody se odlišují i vzrůstem. Většina druhů hopeí dorůstá korunního patra nebo rostou v podrostu, zatímco většina damarovníku jsou vysoké, emergentní stromy, přesahující v dospělosti zapojené korunní patro.

## Rozšíření
Rod hopea zahrnuje asi 113 druhů. Je rozšířen v Asii od Indie, Srí Lanky a jižní a jihovýchodní Číny přes Indočínu a jihovýchodní Asii po Novou Guineu.
Z Číny jsou uváděny 4 druhy, z toho jeden endemický.
Hopey rostou v nížinných a nižších montánních, stálezelených nebo poloopadavých lesích, kde tvoří buď součást korunního patra lesních porostů nebo rostou v podrostu, pouze výjimečně jsou to emergentní stromy přesahující zapojené korunní patro. Největší počet druhů roste v poloopadavých lesích, řada z nich jsou stenoendemity, tedy endemity relativně nevelkých území. Některé druhy jsou součástí smíšených dvojkřídláčovitých lesů, vřesových lesů (heath forests) na kyselých půdách nebo smíšených bažinatých lesů. Vyskytují se na různých podložích, včetně vápencových. Některé druhy rostou v rozptýlených a vzdálených skupinách. Druhy sekce Hopea se vyskytují do nadmořských výšek okolo 1000 metrů, druhy sekce Dryobalanoides vystupují do vyšších nadmořských výšek, až 1650 metrů.

## Ekologické interakce
Květy jsou opylovány hmyzem. U části druhů jsou hlavními opylovači třásněnky, u jiných především různí brouci, kteří konzumují korunní plátky a příležitostně i čnělky a pyl.

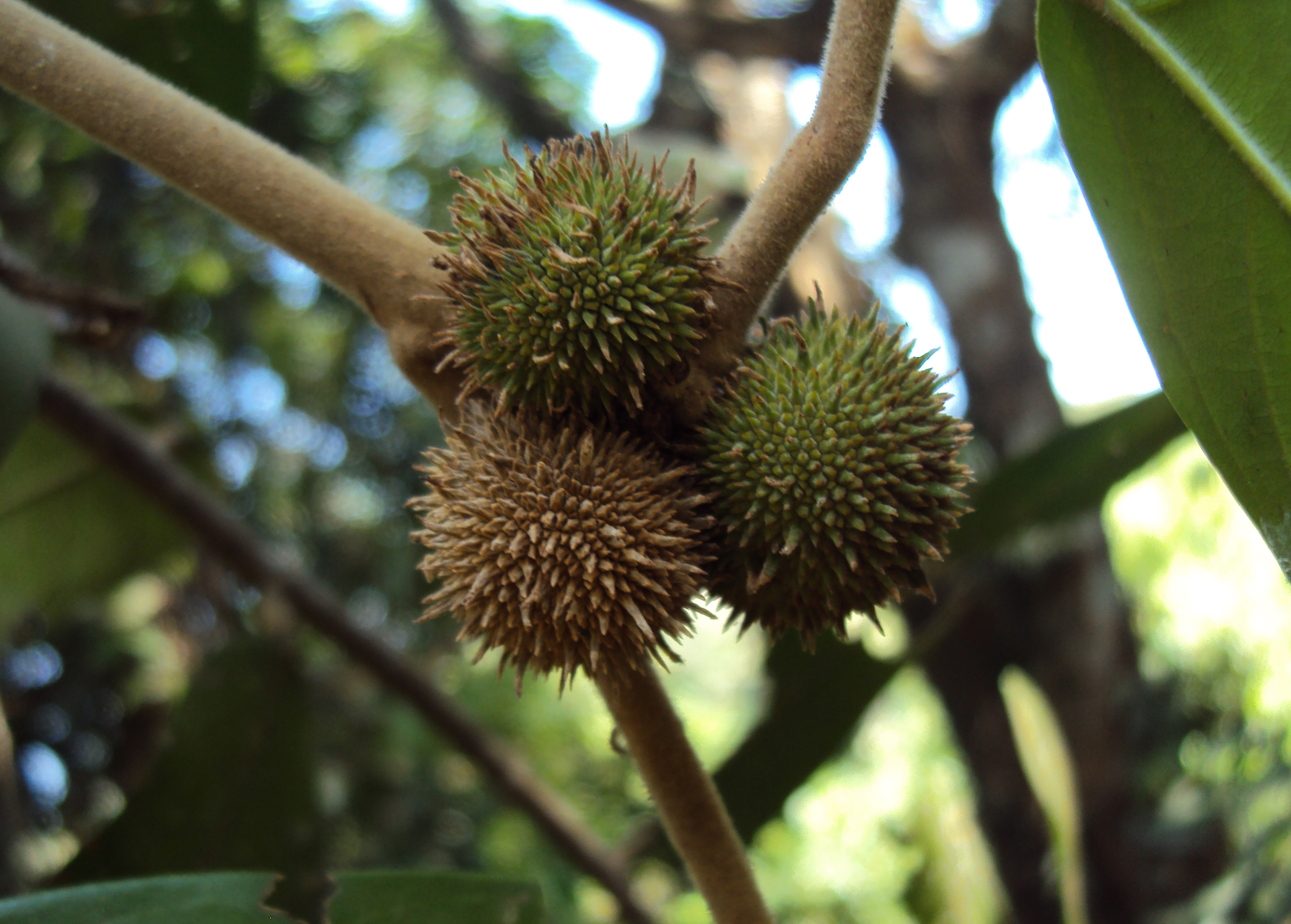
Hálky červce Mangalorea hopeae na větévce Hopea ponga

## Taxonomie
Rod Hopea je v rámci čeledi Dipterocarpaceae řazen do podčeledi Dipterocarpoideae a tribu Shoreae. Je členěn do dvou sekcí, sect. Hopea a sect. Dryobalanoides, které jsou obě dále děleny na dvě podsekce.
Pro sekci Hopea je charakteristická skalariformní žilnatina, borka hladká nebo odlupčivá v pravidelných šupinách, kmen většinou bez chůdovitých kořenů. Druhy sekce Dryobalanoides se vyznačují hustými a paralelními, nestejně dlouhými žilkami a hladkou nebo podélně rozpraskanou borkou, která se neodlupuje v pravidelných šupinách. Kmen má často na bázi chůdovité kořeny.

## Význam
Hopey poskytují podobně jako řada jiných rodů z čeledi dvojkřídláčovité kvalitní, tvrdé a trvanlivé dřevo, které se používá zejména na stavby a v truhlářství. Je odolné vůči kontaktu se zemí i vodou a proto vhodné i ke stavbě mostů, mol, přístavních hrází, sloupů, železničních pražců a podobně. Ceněné je v loďařství, kde se z něj vyrábějí zejména lodní kýly. Na výrobu překližek a dýh se pro svou tvrdost příliš nehodí. Mezi hospodářsky významnější dřeva náleží zejména na Nové Guineji, zatímco v jiných částech tropické Asie je využíváno spíše lokálně.
Podle charakteru dřeva jsou komerčně rozlišovány 2 základní skupiny. Do skupiny giam náleží většina druhů sekce Hopea. Variabilnější skupinu merawan tvoří povětšině druhy sekce Dryobalanoides.
Dřevo Hopea odorata ze skupiny merawan je poněkud obtížněji opracovatelné, nepříliš dekorativní, se stejnoměrnou strukturou. Čerstvé jádrové dřevo je nažloutlé, rychle však tmavne do zlatohnědých až červenohnědých odstínů.
Čirá krystalická pryskyřice některých druhů hopey byla v minulosti ceněna při výrobě laků. Je známa pod názvem damar mata kuching.